# Herman I de Meissen

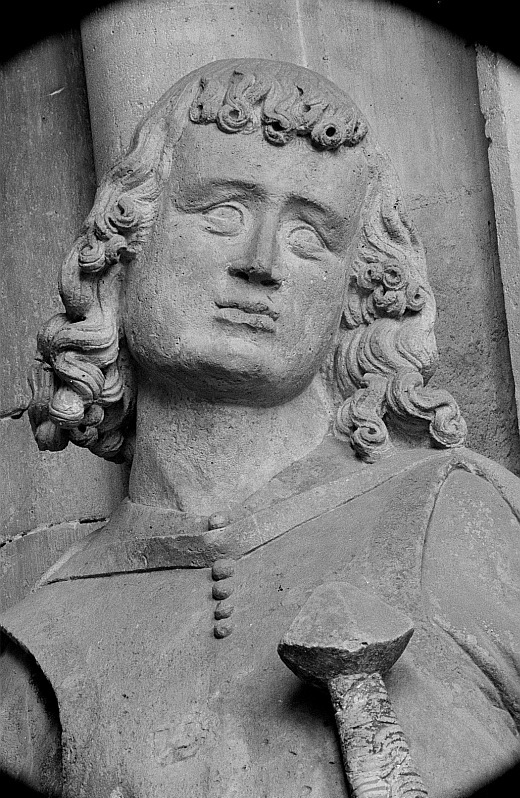
Statuia lui Herman I din Catedrala din Naumburg.

Herman I (d. 1038) a fost margraf de Meissen de la 1009 până la moarte.
Herman era fiul mai mare al margrafului Eckard I de Meissen cu Swanehilda.
În 1002 sau 1003, el s-a căsătorit cu Regelinda, fiica lui Boleslau I al Poloniei. În 1007, Herman a fost numit conte de Bautzen. Împreună cu fratele său, Eckard, s-a aflat în dispută cu unchiul lor, Gunzelin de Kuckenburg în ceea ce s-a numit "cel mai urât" război civil din Germania secolului al XI-lea. Controversa a avut la bază "insulta și umilirea iscată de pe urma cuceririi și distrugerii unei rezidențe fortificate".
Atunci când Gunzelin a fost depus în august 1009, Herman a fost ales să îi preia posesiunile, devenind astfel margraf de Meissen. El s-a termeni mai buni cu împăratul Henric al II-lea decât fusese Gunzelin, cu toate că însuși fratele lui, Eckard, se afla în relații de mare amiciție cu polonii. În 1029, Herman a fost numit conte de Hassegau.
După moarte, el a fost succedat de fratele mai mic, devenit Eckard al II-lea.